# Бозкурт, Махмут Эсат
Махмут Эсат Бозкурт (тур. Mahmut Esat Bozkurt; 1892 — 21 декабря 1943) — турецкий юрист, политик и преподаватель. Имя при рождении Махмут Эсат, фамилию Бозкурт взял по совету Ататюрка после принятия в 1934 году закона о фамилиях.

## Биография
Родился в 1892 году в Кушадасы в семье Хасан-бея. В 1908 году окончил лицей (идади) в Измире, в 1912 году юридический лицей при Стамбульском университете. Затем учился в Фрибурском университете в Швейцарии. Получил там докторскую степень с summa cum laude за работу «О капитуляциях Османской империи». Возглавлял ассоциацию турецких студентов в Лозанне.
В 1919 году после высадки греков в Смирне вернулся в Турцию, чтобы присоединиться к националистам, боровшимся за создание Турции. Он приехал на итальянском корабле, который привёз снаряжение для итальянских войск в Анатолии. Мамхут Эсат был арестован итальянцами, но ему удалось от них сбежать.
В 1920 году вошёл в первый состав Великого национального собрания, затем переизбирался его членом вплоть до смерти. Был среди основателей официальной Компартии, марионеточной по отношению к режиму Мустафы Кемаля и созданной с целью нейтрализации настоящей Коммунистической партии. С июля 1922 года по сентябрь 1923 года занимал пост министра экономики, с ноября 1924 года по сентябрь 1930 — министра юстиции. Ушёл в отставку в знак протеста против попытки перехода к многопартийной системе.
После ухода с министерского поста преподавал в Анкарском университете.
Один из создателей гражданского кодекса Турции. Написал к нему преамбулу, в которой отразил философию турецкой революции.
21 декабря 1943 года скончался в Стамбуле от внутримозгового кровоизлияния.

### Судебный процесс
2 августа 1926 года французский корабль Lotus столкнулся с турецким кораблём Boz-Kourt, в результате чего погибло 8 граждан Турции. После этого французское судно было арестовано Турцией. Правительство Франции обратилось в Постоянную палату международного правосудия, заявив, что Турция не имеет право задерживать граждан Франции. Интересы Франции в суде представлял Жюль Басдеван, интересы Турции — Махмут Эсат. Турция выиграла дело.

## Труды
- Lotus Davasında Türkiye-Fransa Müdafaaları (1927)
- Masonlar Dinleyiniz! (1932)
- Liberallik Masalı (1932)
- Türk İhtilalinde Vatan Müdafaası (1934)
- Türk Köylü ve İşçilerinin Hakları (1939)
- Devletlerarası Hak (1940)
- Atatürk İhtilali (1940)
- Aksak Timur’un Devlet Politikası (1943)